# Super Mario Bros.: Velika misija spašavanja princeze Peach
Super Mario Bros.: Velika misija spašavanja princeze Peach (jap. Super Mario Bros.: Peach-Hime Kyushutsu Dai Sakusen!) je japanska anime fantastična komedija iz 1986. koja je ekranizacija istoimene videoigre. Bio je to prvi film o slavnoj Super Mario franšizi, ali je i danas nepoznat te se smatra kolekcionarskim djelom jer nikada nije objavljen u kinima Zapada niti je preveden na engleski. Film je režirao Masami Hata. Manga po filmu objavljena je u Japanu negdje u isto vrijeme kao i premijera filma.

## Radnja
Meksiko. Mario i Luigi su vlasnici dućana namirnica. Jedne noći, Mario je bio zauzet svojom videoigrom. Odjednom, na ekranu se pojavi Princeza Peach koja zove upomoć jer je napadaju neprijatelji, te iskoči van iz televizije. Mario se zaljubi u nju te obeća da će ju zaštititi. Ubrzo se pojavi i kralj Koopa koji također iskoči iz televizije, te otme princezu i vrati ju natrag odakle je pobjegla. No Mario otkrije mali medaljon kojeg je ona ostavila na podu. Idući dan, Mario se pita što se dogodilo, dok Luigi smatra da je medaljon „vizionarski dragulj iz zemlje blaga“. Potom u dućan upadne jedan Kibidango pas i uzme medaljon od Marija, te pobjegne u pustoš, gdje ga slijede braća, no tako slučajno upadnu u kraljevstvo gljiva.
Tamo im čarobnjak ispriča da je Koopa preuzeo kraljevstvo te pretvara bespomoćne građane u kamen te da će se oženiti za princezu Peach na petak 13. Ako pronađu tri čarobne moći – gljivu istine, cvijet ljubavi i zvijezdu nepobjedivosti – braća Mario će ju spasiti od tog tirana.
Nakon mnogo prepreka i čuđenja svijetom u koji su upali, Mario uspijeva pronaći čarobne moći, dok se Luigi samo veseli bogatstvu. Princeza pokuša pobjeći, ali ju Koopa ipak prisili da prisustvuje svadbi. Ipak, Mario pobijedi Koopu uz pomoć čarobnih moći te joj vrati njen medaljon koji otkrije da je pas zapravo princ Haru od kraljevstva cvijeća, koji ispriča kako ga je Koopa začarao. Mario i Luigi se sretno vrate natrag u svoj svijet.

## Glasovi
- Toru Furuya kao Super Mario
- Yu Mizushima kao Luigi
- Mami Yamase kao Princeza Peach
- Akiko Wada kao Kralj Koopa
- Kikuchi Masami kao Princ Haru
- Junko Hori kao Lakitu/ Miss Endless
- Keaton Yamada kao Hammer Bros.
- Shigeru Chiba kao Kibidango

## Soundtrack
- Adyuumairabu (Adieu My Love)
- Suishoutama (Crystal Ball)
- Doki-Doki Do It! ~ Sukisukikurakura Hen ~ (Compilation)
- Doki-Doki Do It! ~ Bishittobashitto Rock 'n Roll Gakkou Hen ~ (School Compilation)

## Zanimljivosti
- Kralju Koopa glas nije posudio muškarac nego žena, Akiko Wada, inače slavna pjevačica.
- Ovaj film je jedini primjer kada princeza Peach ima zaručnika.
- U filmu, Luigi ima drugačiju boju odjeće – plavu kapu i hlače te žutu košulju, dok je u svim drugim prilikama pokazan ili sa zelenim hlačama i plavom košuljom ili plavim hlačama i zelenom košuljom. To vjerojatno stoga što tada njegov pravi stil nije bio točno determiniran u videoigrama.
- Razne pokrete koje Mario čini u filmu su kasnije uključene u Mario igre, poput sposobnosti da vozi u oblaku Lakitua ili vuče Koopu za rep.

## Vanjske poveznice
- Super Mario Bros.: Velika misija spašavanja princeze Peach u internetskoj bazi filmova IMDb-a
- Super Mario Bros.: Velika misija spašavanja princeze Peach na Anime News Network
- Slike iz filma  Arhivirana inačica izvorne stranice od 22. kolovoza 2008. (Wayback Machine)
- Film na youtubeu